# رنتشه
رنتشه (به چکی: Řenče) یک منطقهٔ مسکونی در جمهوری چک است که در ناحیه پلزن-جنوبی واقع شده‌است. رنتشه ۲۶٫۱۶ کیلومتر مربع مساحت و ۸۷۵ نفر جمعیت دارد و ۴۳۲ متر بالاتر از سطح دریا واقع شده‌است.